# 英露協商 (1899年)
英露協商（えいろきょうしょう）、ないし、スコット＝ムラヴィエフ協定（スコット＝ムラヴィエフきょうてい、英語: Scott-Muraviev Agreement）は、日清戦争後、清朝末の中国が列強によって半植民地化される状況の中で、イギリスとロシア帝国の間で、イギリスが揚子江（長江）流域に、ロシアが万里の長城以北を勢力圏を設定し、相互の勢力圏を尊重することを取り決めて結ばれた協定。
当時の勢力圏は鉄道敷設権を中心として形成されており、英露協商の具体的内容は、ロシアは揚子江流域において自ら鉄道敷設権を求めず、また、他国の同様の企てを支援しないことを約束し、イギリスは満州において同様の対応を取ることを取り決めたものであった。交渉は、サンクトペテルブルクでおこなわれ、1899年4月29日に協定が調印された。調印したロシアの外務大臣ミハイル・ニコラエヴィッチ・ムラヴィエフと、イギリスの駐露大使チャールズ・スコットの名から、スコット＝ムラヴィエフ協定とも称された。
この英露協商の締結は、それまで、清朝政府の主権を尊重し、列強が協調してロシアの南下に対抗するという支那保全論の立場をとっていたイギリスが、支那分割論に舵を切った出来事と受け止められた。
後に1907年に英露協商 (英語: Anglo-Russian Entente, Anglo-Russian Convention) が結ばれて以降は、単に「英露協商」という場合はもっぱらそちらを指すようになった。